# Halicnemia arcuata
Halicnemia arcuata är en svampdjursart som först beskrevs av Thomas Higgin 1877.  Halicnemia arcuata ingår i släktet Halicnemia och familjen Heteroxyidae.
Artens utbredningsområde är Irland. Inga underarter finns listade i Catalogue of Life.